# Marc Rizzo

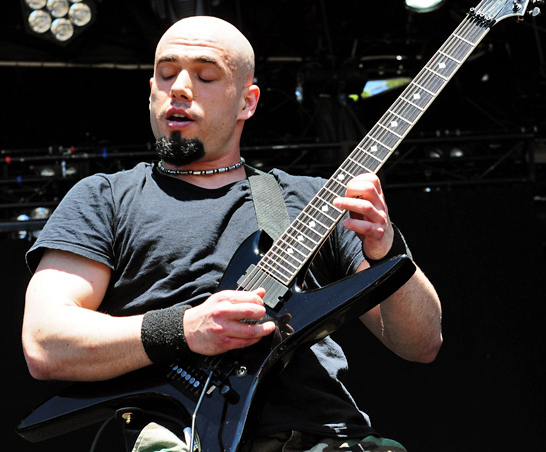
Rizzo 2012 bei einem Konzert in Perth

Marc Rizzo (* 2. August 1977 in Carlstadt, New Jersey, Vereinigte Staaten) war Lead-Gitarrist der Band Soulfly und inzwischen wieder bei der Band Ill Niño tätig. Er war auf acht Soulfly-Alben zu hören: Prophecy, Dark Ages, Conquer, Omen, Enslaved, Savages, Archangel und Ritual. Außerdem veröffentlichte er bisher drei in größten Teilen instrumentale Solo-Alben: Colossal Myopia, The Ultimate Devotion und Legionnaire. Rizzo war außerdem Mitglied in der Band Cavalera Conspiracy, ein Nebenprojekt von Max und Igor Cavalera, den Mitbegründern von Sepultura. Rizzo ist auf dem Debütalbum Inflikted (2008), Blunt Force Trauma (2011), Pandemonium (2014) und Psychosis (2017) zu hören.
Obwohl er hauptsächlich im Metal-Bereich tätig ist, weist Rizzo eine große Bandbreite an Stilen auf und kombiniert dabei verschiedene Genres wie Hard-Rock, Metal, Jazz. Neben dem klassischen Spiel der Gitarre, sind auch Einflüsse aus dem Flamenco deutlich hörbar. Im Jahr 2007 hielt er seine erste Solo-Tour durch die USA.
Marc Rizzo wird von Peavey, Yamaha und B. C. Rich ausgestattet. Außerdem ist auch eine 7-saitige Signatur-Gitarre von B. C. Rich erhältlich.
Im Jahr 2004 gründete Rizzo das Indie-Label Phlamencore Records mit seinem jüngeren Bruder Luke.
Während seiner Liveauftritte ist Rizzo für seine Lufttritte bekannt. Zudem trug er eine Zeit lang aus nicht weiter bekannten Gründen einen Rucksack. Auch ist er bekannt dafür, Fußball-Shirts auf der Bühne zu tragen.

## Diskografie

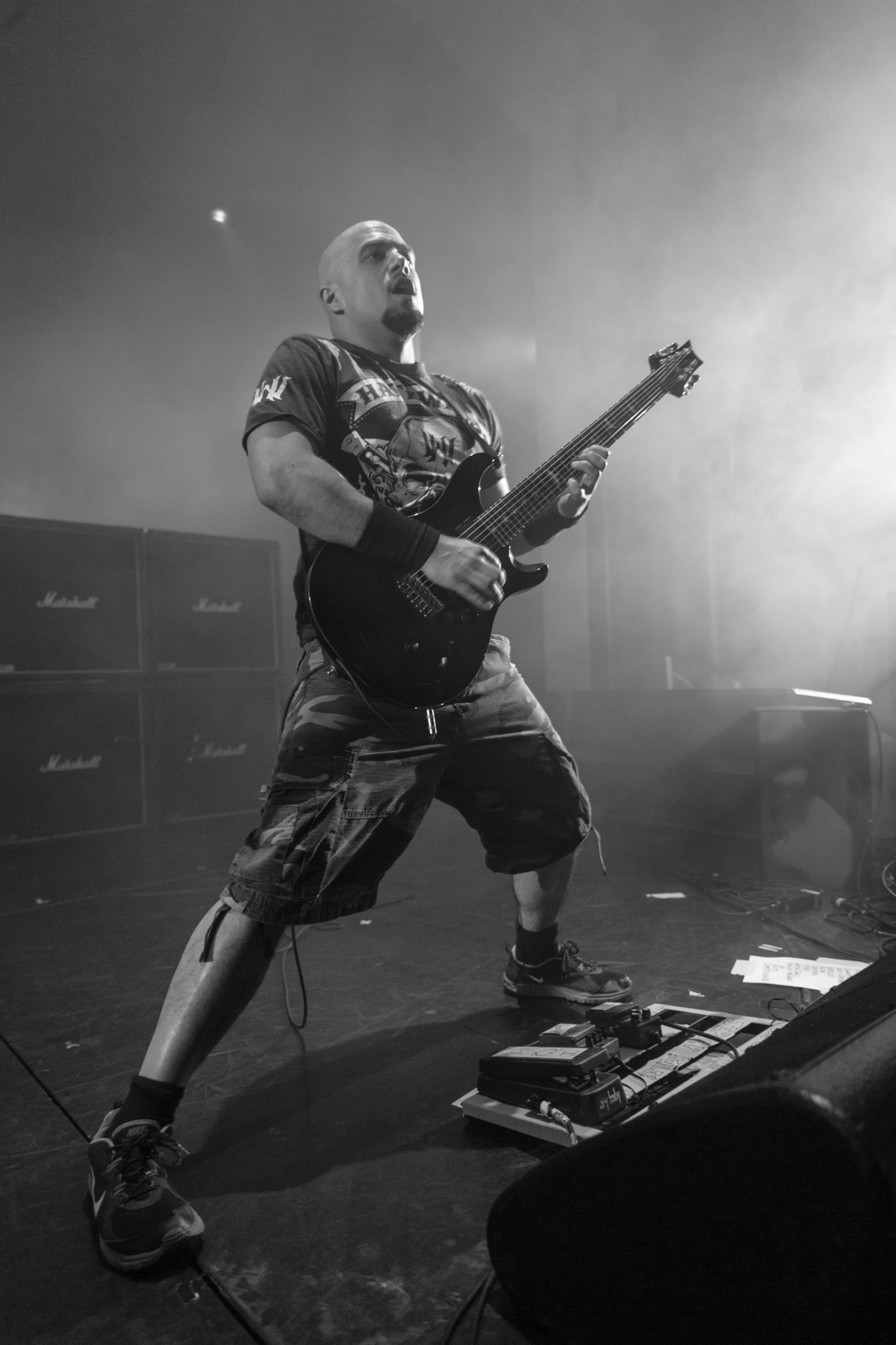
Marc Rizzo, 2015

### Benjamin Woods
- Vision (2011) (Flametal Records) (Gastauftritt bei zwei Liedern)

### Committee of Thirteen
- Committee of Thirteen (2005) (Album, Phlamencore Records)

### Coretez
- Coretez (EP, 2003) (Wiederveröffentlichung im Jahr 2011 bei iTunes über Phlamencore Records)

### Ill Niño
- Ill Niño (EP, 2000) (C.I.A. Records)
- Revolution Revolución (Album, 2001) (Roadrunner Records)
- Confession (Album, 2003) (Roadrunner Records)
- The Best of Ill Niño (Kompilation, 2006) (Roadrunner Records)

### Soulfly
- Prophecy (Album, 2004) (Roadrunner Records)
- Dark Ages (Album, 2005) (Roadrunner Records)
- Conquer (Album, 2008) (Roadrunner Records)
- Omen (Album, 2010) (Roadrunner Records)
- Enslaved (Album, 2012) (Roadrunner Records)
- Savages (Album, 2013)  (Nuclear Blast)
- Archangel (Album, 2015) (Nuclear Blast)
- Ritual (Album, 2018) (Nuclear Blast)

### Solo
- Marc Rizzo (Album, 2004) (Phlamencore Records)
- Colossal Myopia (Album, 2005) (Shrapnel Records)
- The Ultimate Devotion (Album, 2007) (Shrapnel Records)
- Legionnaire (Album, 2010) (Phlamencore Records)
- Rotation (Album, 2018) (Ellefson Music Production)

### Cavalera Conspiracy
- Inflikted (Album, 2008) (Roadrunner Records)
- Blunt Force Trauma (Album, 2011) (Roadrunner Records)
- Pandemonium  (Album, 2014)  (Napalm Records)
- Psychosis (Album, 2017) (Napalm Records)

### DVDs
- Marc Rizzo of Soulfly, Modern, Speed & Shred Level 1 (2007)
- Marc Rizzo of Soulfly, Modern, Speed & Shred Level 2 (2007)